# Шраг Ілля Людвигович
Ілля́ Лю́двигович Шраг (23 серпня 1847, Седнів — 11 квітня 1919, Чернігів) — український громадський і політичний діяч, чернігівський адвокат. Депутат І Державної думи Російської імперії, член Української Центральної Ради, а також культурний діяч, відомий підтримкою класиків української літератури. Ідеолог чернігівської «Просвіти». Тесть заступника Міністра народного господарства УНР Василя Чуднівського.

## Біографія
Народився в місті Седневі біля Чернігова, в родині місцевого лікаря, вихідця з Саксонії. Студіював у Петербурзькому університеті. З 1869 року працював гласним Чернігівської губернії. Під впливом О. Кониського і Володимира Антоновича приєднався до українського національного руху. З 1897 року належав до Загальної української безпартійної організації, очолював її чернігівську громаду. У 1905—1906 роках був заступником голови Союзу автонімістів. Як адвокат захищав О. Андрієвську. Згодом був заступником голови Товариства українських поступовців, яке утворилося у 1908 році після розпаду УРДП.
1906 року був обраний депутатом до Першої Державної думи від Чернігівщини, де очолював Українську парламентську громаду, яка в Державній думі домагалася національної автономії України, був одним з авторів проекту засад автономії, винесеного на розгляд думи, перебував на посаді заступника голови Союзу автономістів (1905—1906), згодом заступник голови ТУП (брав участь у його створенні), належав до Радикально-демократичної партії, з якої 1917 утворилася Українська партія соціалістів-федералістів. Член Української Центральної Ради від Чернігівської губернії.
Член Українського правничого товариства.
Працював у часописах «Украинский вестник» (видання української фракції), «Записках Наукового Товариства ім. Т.Шевченка», «Раді» (перша щоденна українська газета в Наддніпрянській Україні. Інша назва — попередня — «Громадська думка»). Був одним із засновників чернігівського осередку товариства «Просвіта».
У квітні 1917 р. на Всеукраїнському національному конгресі Ілля Шраг обраний членом Української Центральної Ради, входив до складу її комісії з розробки проекту статусу автономії України. За часів УНР йому запропонували посаду прем'єр-міністра, але він не зміг обійняти її через стан здоров'я.
Помер у Чернігові, де перебував під домашнім арештом більшовиків.
Його сином був Микола Шраг.

## Пам'ять
У Чернігові в Навчально-науковому інституті історії, етнології та правознавства імені О. М. Лазаревського Чернігівського національного педагогічного університету імені Т. Г. Шевченка проходять Шрагівські читання. Так, 29 жовтня 2015 року пройшли сьомі Шрагівські читання.